# Michel Debauque
Michel Debauque (La Louvière, 8 november 1934 - aldaar, 10 juni 2003) was een Belgisch politicus voor de PS. Hij was burgemeester van La Louvière.

## Levensloop
Debauque studeerde geschiedenis aan de ULB. Hij was actief tijdens de stakingen van 1960. Hij werd politiek actief in 1964 en was gemeenteraadslid en schepen van werk te La Louvière. Tevens was hij waarnemend burgemeester  van 1977 tot 1979 ter vervanging van minister van Openbaar Ambt Léon Hurez en burgemeester van deze stad van 1984 tot 2000. Daarnaast was hij voorzitter van de Vereniging van Belgische Steden en Gemeenten (VBSG) van 1989 tot 1995.
Hij overleed in het CHU Tivoli te La Louvière waar hij was opgenomen na een cerebrovasculair accident. De afscheidsplechtigheid vond plaats op het stadhuis van La Louvière. In La Louvière is er een straat naar hem vernoemd, met name de Boulevard Michel Debauque.